# Свиридова (река)
Свиридова — река в России, протекает по территории Луусалмского сельского поселения Калевальского района. Длина реки составляет 11 км.
Река имеет один малый приток длиной 2,0 км.
Впадает в озеро Куржма на высоте 208 м над уровнем моря.

## Данные водного реестра
По данным государственного водного реестра России относится к Баренцево-Беломорскому бассейновому округу, водохозяйственный участок реки — Кемь от истока до Юшкозерского гидроузла, включая озёра Верхнее, Среднее и Нижнее Куйто. Речной бассейн реки — бассейны рек Кольского полуострова и Карелии, впадает в Белое море.
Код объекта в государственном водном реестре — 02020000812102000003205.